# مارك دريفوس
مارك دريفوس (بالإنجليزية: Mark Dreyfus)‏ هو محام بالقضاء العالي وكاتب عدل ‏ وسياسي أسترالي، ولد في 3 أكتوبر 1956 في أستراليا. حزبياً، نشط في حزب العمال الأسترالي. وقد انتخب المدعي العالم لأستراليا ‏ (4 فبراير 2013 – 18 سبتمبر 2013) وانتخب عضو مجلس النواب الأسترالي عن دائرة Division of Isaacs ‏ (24 نوفمبر 2007 – ).